# Mord w Kórniku (1941)
Mord w Kórniku – mord dokonany 12 grudnia 1941 w Kórniku przez funkcjonariuszy niemieckiej nazistowskiej policji kórnickiej na Romanie Szczepaniaku (mieszkańcu Żernik). W związku z tą sprawą trzy inne osoby skierowano do obozów koncentracyjnych, gdzie zostały zamordowane.
Podłożem sprawy były kpiny z młodej dziewczyny z Żernik, która pozostawała w związku z niemieckim właścicielem ziemskim z tej wsi. Była za to wyśmiewana przez mieszkańców osady, zwłaszcza czterech młodych mężczyzn (19–24 lata): Romana Szczepaniaka, Romana Walkowiaka, Franciszka Walkowiaka i Romana Balcerowskiego. Dziewczyna poskarżyła się na powyższe traktowanie Niemcowi, a ten złożył na policji w Kórniku donos na wyżej wymienionych Polaków, wymyślając zupełnie inne wykroczenia, jakich mieli się oni dopuścić (nie mógł się przyznać do romansu z Polką z uwagi na zagrożenie oskarżeniem zhańbienia rasy). Wszystkich oskarżonych zamknięto w areszcie w ratuszu kórnickim. Romanowi Szczepaniakowi udało się jednak zbiec i dotrzeć do Poznania, do rodziny na ul. Kościelnej (Jeżyce). Został tam szybko wytropiony przez policję kórnicką, ciężko pobity i przewieziony z powrotem do kórnickiego aresztu. 12 grudnia 1941 zamordowano go trzema strzałami w plecy. Policja kórnicka nie pozwoliła czuwać przy zmarłym, podczas pogrzebu na cmentarzu w Tulcach nakazała otworzyć trumnę, a potem przez kilka dni nie zezwoliła na zakopanie grobu. Czuwający przy dole na ostrym mrozie Tomasz Szczepaniak (brat) nabawił się ciężkiej infekcji i zmarł w czerwcu 1942. Pozostali uczestnicy zajścia zostali wywiezieni do obozów koncentracyjnych, skąd żaden z nich nie wrócił. Siostra Romana Szczepaniaka – Helena Kijak została aresztowana jako zakładniczka, ale po śmierci brata zwolniono ją do domu.